# Січень 2013
Сі́чень 2013 — перший місяць 2013 року, що розпочався у вівторок 1 січня та закінчився в четвер 31 січня.

## Події
- 1 січня
  - Україна очолила ОБСЄ та ОЧЕС[1].
  - Ірландія очолила Європейський Союз[2].
  - Померла Патті Пейдж, 85, американська співачка.

- 2 січня
  - Помер Віктор Тофан, 73, український тренер із велоспорту.

- 3 січня
  - Магнус Карлсен досяг найвищого рейтингу ФІДЕ за всю історію шахів.
  - Українська жіноча збірна з біатлону в естафетній гонці 4х6 км виграла золото на етапі Кубка світу. Український квартет складався з Юлії Джими, Валентини Семеренко, Олени Підгрушної та Віти Семеренко[3][4].
  - Володимир Путін надав Жерару Депардьє російське громадянство.

- 4 січня
  - Найстаріший банк Швейцарії Wegelin оголосив про припинення діяльності через судовий тиск США.
  - В Україні стартувала реєстрація абітурієнтів на ЗНО[5].
  - Касільяса п'ятий рік поспіль визнано найкращим голкіпером планети. Друге місце рейтингу посів Джанлуїджі Буффон, третім став Петр Чех[6].
  - АероСвіт визнав себе банкрутом[7].

- 5 січня
  - Здійснено напад на тимчасового президента Лівії, голову Національного парламенту Мухаммеда аль-Магріфа[8].
  - Помер Віктор Кімакович, український медик і науковець, ендоскопіст.

- 7 січня
  - Ліонель Мессі вчетверте одержав «Золотий м'яч», встановивши таким чином рекорд за кількістю разів отримання цієї нагороди.

- 10 січня
  - Понад 100 людей загинуло і 270 поранено в низці бомбувань у Пакистані.

- 11 січня
  - На 102-му році життя помер Міністр культури УРСР у 1956—1971 роках Бабійчук Ростислав Володимирович.

- 13 січня
  - Хокейний клуб «Донбас» став володарем Континентального кубка.
  - На 83-му році життя помер український правозахисник та дисидент Михайло Горинь.

- 14 січня
  - Кубинцям вперше від 1961 року дозволили вільно залишати країну.

- 16 січня
  - Помер український яхтсмен з Одеси Михайло Серафимович Петухов[9].

- 20 січня
  - Більшість австрійських виборців на референдумі проголосували за збереження загальної військової повинності в країні.

- 21 січня

- - У США відбулася інавгурація Барака Обами на другий президентський термін.

- 24 січня
  - Помер Альфред Козловський, український промисловець, Герой України.

- 26 січня
  - Мілош Земан переміг на перших прямих виборах президента Чехії
  - Російський «Газпром» виставив рахунок на оплату 7 мільярдів доларів за газ, який НАК «Нафтогаз України» не купував у 2012 році.

- 27 січня
  - Щонайменше 245 людей загинуло та близько 130 постраждало в результаті пожежі в нічному клубі «Kiss» в бразильському місті Санта-Марія
  - Міжнародний астрономічний союз присвоїв назву Вікіпедія малій планеті № 274301, відкритій в Андрушівській астрономічній обсерваторії, що розташована на Житомирщині.

- 28 січня

- - Королева Нідерландів Беатрікс заявила про зречення від престолу на користь старшого сина, принца Віллема-Олександра.

- 29 січня
  - Колишній начальник головного управління кримінального розшуку МВС Олексій Пукач за вбивство Георгія Ґонґадзе засуджений до довічного ув'язнення.
  - Катастрофа літака CRJ-200 під Алмати.

- 30 січня
  - 30 січня відбулася прес-конференція в «RegioNews» з нагоди 9-ї річниці української Вікіпедії.

- 31 січня
  - Урядова армія Малі за підтримки французьких військ зайняла усі великі міста на півночі країни, що від квітня перебували під контролем повстанців.